# Ан-80
Ан-80 — радянський проєкт пасажирського літака скороченого злету/посадки, логічне продовження моделей Ан-72/74. Збудований не був.

## Тактико-технічні характеристики

### Технічні дані
- Екіпаж: 2
- Пасажиромісткість: 60/70 чол (крок крісел 81/75 см)
- Максимальне комерційне завантаження: 6500 кг
- Довжина: 30 м
- Висота: 8,6 м
- Розмах крила: 30,1 м
- Максимальна злітна маса: 30200 кг
- Силова установка: 2 × Д-36
- Потужність двигунів: 6500 кг
- Крейсерська швидкість: 650 км/год
- Допустима довжина ЗПС: 1230/1300 м (зліт/посадка)
- Дальність польоту із МЗМ: 800 км
- Витрата пального на 1 ткм: 0,482 кг
- Маса спорядженого літака на 1 тону комерційного вантажу: 3000 кг

## Поклики
- Плакат КБ «Антонов» з ТТХ [Архівовано 9 січня 2017 у Wayback Machine.]